# Соль Земли
«Соль Земли» — документальный фильм Вима Вендерса и Жулиану Рибейру Салгаду о бразильском фотографе Себастьяне Салгаду, вышедший на экраны в 2015 году. Премьера состоялась на Каннском фестивале 2014 года, в России — на Московском международном кинофестивале 22 июня 2014 года.

## Сюжет
Фильм посвящён фотографу Себастьяну Салгаду, сын которого Жулиану является одним из соавторов-режиссёров ленты. Сюжет фильма строится вокруг отношений Салгаду с семьёй в контексте его работы — осмысления через фотографию социально-политических потрясений современного мира и образа жизни разных народов.

## Награды и номинации
- 2014 — три награды Каннского кинофестиваля: специальный приз жюри программы «Особый взгляд», специальное упоминание экуменического жюри, специальное упоминание в рамках приза имени Франсуа Шале.
- 2014 — приз зрительских симпатий на кинофестивале в Сан-Себастьяне[6].
- 2015 — номинация на премию «Оскар» за лучший документальный полнометражный фильм[7].
- 2015 — премия «Сезар» за лучший документальный фильм[8].
- 2015 — номинация на премию «Гойя» за лучший европейский фильм.
- 2015 — номинация на премию «Давид ди Донателло» за лучший иностранный фильм.
- 2015 — номинация на премию Европейской киноакадемии в категории «выбор зрителей».
- 2015 — номинация на премию «Независимый дух» за лучший документальный фильм.